# Otto Mannerstråle
Otto F:son Mannerstråle, född 25 mars 1903 i Uppsala, död 19 maj 1948 i Kungsholms församling i Stockholm, var en svensk väg- och vattenbyggnadsingenjör.
Mannerstråle, som var son till kapten Fredrik Mannerstråle och friherrinnan Ingegerd Taube, avlade studentexamen i Uppsala 1921 och utexaminerades från Kungliga Tekniska högskolan 1926. Han var konstruktör hos Christiani & Nielsen i Köpenhamn 1926–1928 och hos dess svenska aktiebolag i Stockholm 1928–1931, chefskonstruktör vid de iranska järnvägsbyggena 1932–1934 och var delägare i ingenjörsfirman Kjessler & Mannerstråle från 1934. Otto Mannerstråle är begravd på Norra begravningsplatsen utanför Stockholm.